# Bezirk Jaunpils
Der Bezirk Jaunpils (Jaunpils novads) war ein Bezirk im Westen Lettlands in der historischen Landschaft Kurzeme, der von 2009 bis 2021 existierte. Bei der Verwaltungsreform 2021 wurde der Bezirk aufgelöst, seine Gemeinden gehören seitdem zum Bezirk Tukums.

## Geographie
Die Ostgrenze des ländlichen Gebiets bildet die Abava. In den Niederungen verlaufen viele Bäche und Gräben. 
Sehenswert sind in Strutele (deutsch: Strutteln) das Herrenhaus und die von 1644 bis 1645 erbaute evangelisch-lutherische Kirche.

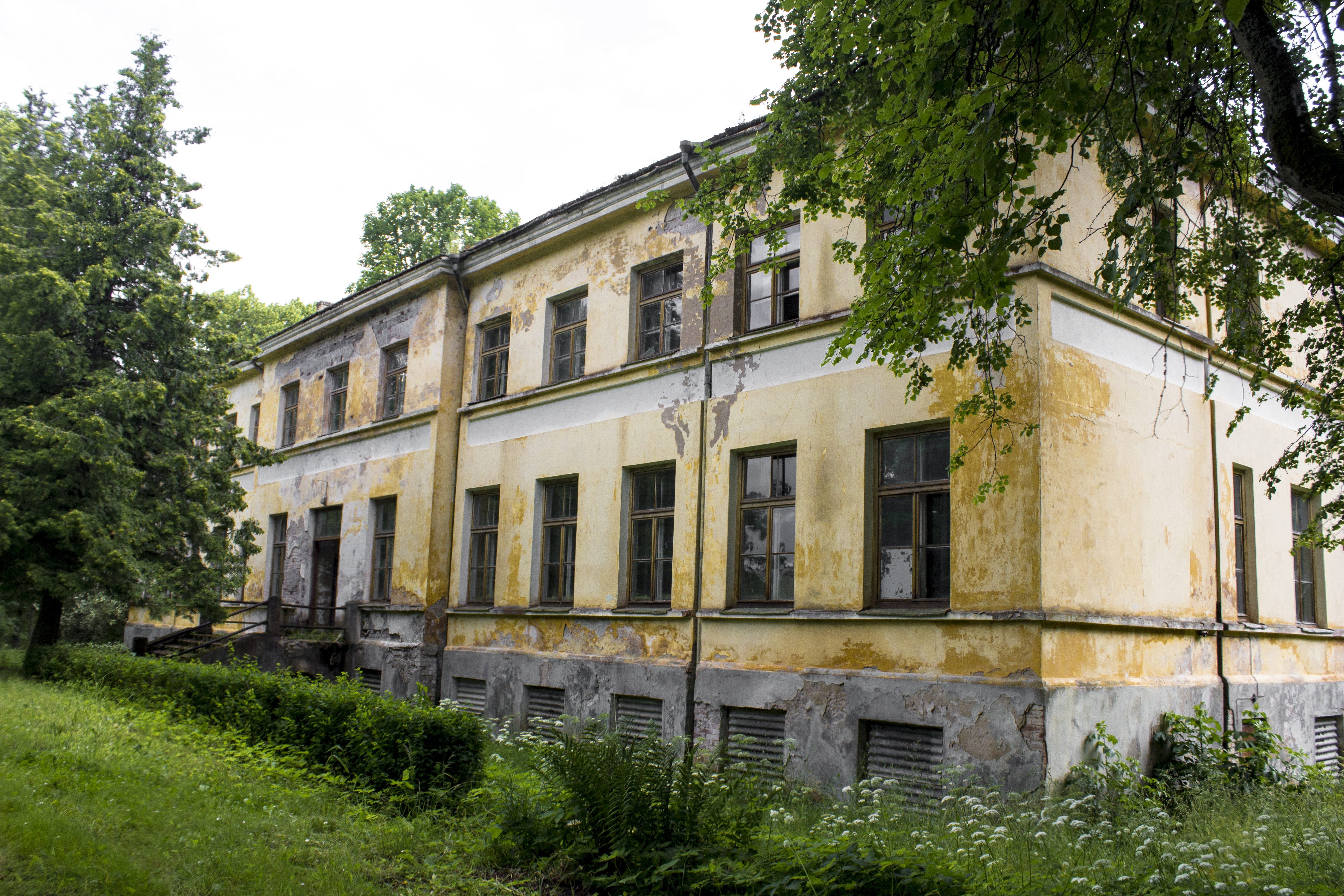
Herrenhaus Strutteln in Strutele
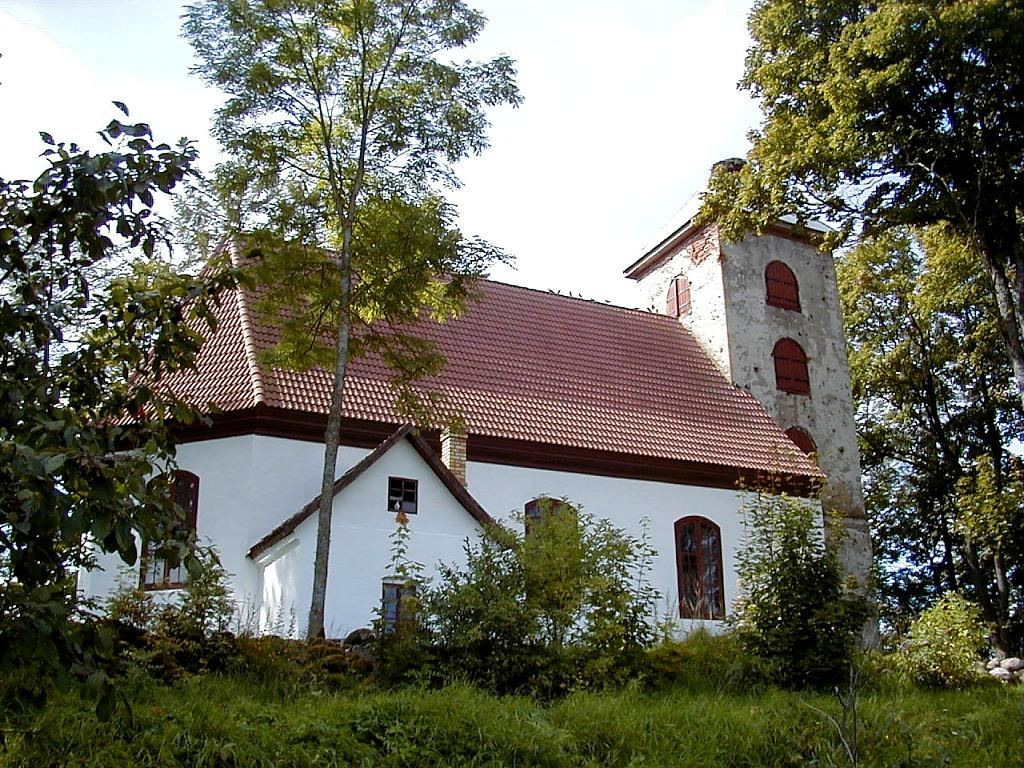
Lutherische Kirche in Strutele

## Bevölkerung
Der Bezirk bestand aus den zwei Gemeinden (pagasts) Viesati und dem Verwaltungszentrum Jaunpils. 2678 Einwohner lebten 2013 im Bezirk Jaunpils, 2020 waren es nur noch 2141.

## Nachweise
1. ↑  Vides aizsardzības un reģionālās attīstības ministrija (Ministerium für Naturschutz und Regionalentwicklung), Karten und Auflistung der Verwaltungseinheiten, abgerufen am 17. Juli 2021
2. ↑  https://www.redzet.eu/photo/struteles-evangeliski-luteriska-baznica-V-682-20
3. ↑  Bevölkerung der Regionen, Städte und Bezirke Centrālā statistikas pārvalde (Statistisches Amt der Republik Lettland), abgerufen am 12. April 2021.